# Kira Sternbach
Pour les articles homonymes, voir Kira et Sternbach.
Kira Sternbach est une actrice américaine.

## Filmographie
- 2006 : So It Goes (court métrage)
- 2006 : Lately There Have Been Many Misunderstandings in the Zimmerman Home (court métrage) : Rachel Zimmerman
- 2009 : My Normal : Joe
- 2009 : Anyone But Me (série télévisée)
- 2011 : The Gate (court métrage) : Julie
- 2012 : CSI: Crime Scene Investigation (série télévisée) : Marla Hicks
- 2012 : The Closer (série télévisée) : Jenna Bateman
- 2013 : The Dark Knight Retires (série télévisée) : Sheila
- 2013 : Masters of Sex (série télévisée) : Marjorie
- 2013 : Depends (court métrage) : Darla
- 2014 : Neighbors : Brittany
- 2014 : Happy and You Know It (série télévisée) : Molly
- 2014 : The Mysteries of Laura (série télévisée) : Heidi Feld
- 2015-2016 : Younger (série télévisée) : Jess
- 2016 : NCIS (série télévisée) : Liddy
- 2018 : Here and Now (série télévisée) : Cait
- 2018 : Great Performances (série télévisée)